# Mongoliets nationalvåben
Mongoliets nationalvåben (mongolsk: Монгол улсын төрийн сүлд; Mongol ulsyn töriin süld) fik sin nuværende form på det samme tidspunkt som den nye forfatning i 1992. Våbnet er et cirkulært blåt emblem. Det centrale motiv er en stiliseret vindhest med sojombo-symbolet. Øverst findes Buddhismens tre juveler: Buddha, Dharma og Sangha (chandmani). I bunden ses af et mønster af grønne bakker og lovhjulet Dharmacakra. Desuden et ceremonielt tørklæde (khata), der er viklet ind i lovhjulet. Den ydre ramme har et bånd af forbundne svastikaer (Tumen nasan), der symboliserer evighed, det hele monteret på en base formet som en hvid lotus.